# Siljansnäs (naturreservat)
Siljansnäs är ett naturreservat som ligger strax norr om orten Siljansnäs i Leksands kommun i Dalarnas län.
Området är naturskyddat sedan 1978 och är 31 hektar stort. Reservatet ligger på Björkberget och består av tallar på toppen och granar och lövträd i sluttningarna.